# Lo que le pasó a Santiago

Lo que le pasó a Santiago est un film portoricain réalisé par Jacobo Morales, sorti en 1991. Le film fut nommé à l'Oscar du meilleur film en langue étrangère. Dès sa sortie en 1991, le film est considéré par Jacques Rivette comme "le meilleur film portoricain de tous les temps".

## Synopsis
Une veuve qui s'est retirée du monde depuis peu de temps fait la connaissance d'une mystérieuse jeune femme qui vient perturber ses habitudes.

## Fiche technique
- Titre : Lo que le pasó a Santiago
- Réalisation : Jacobo Morales
- Scénario : Jacobo Morales
- Production : Blanca Silvia Eró et Pedro Muñiz
- Musique : Pedro Rivera Toledo
- Pays d'origine : Porto Rico
- Genre : comédie
- Durée : 105 minutes
- Date de sortie :  1989

## Distribution
- Tommy Muñiz : Santiago
- Gladys Rodríguez : Angelina
- Johanna Rosaly : Nereida
- René Monclova : Eddie
- Pedro Javier Muñiz : Jerry
- Jacobo Morales : Arístides Esquilín